# أبوان (دمياط)
أبوان قرية صناعية قديمة اندثرت كانت واقعة على بحيرة المنزلة قرب دمياط وإليها تنسب الأبوانية إحدى كور مصر بالوجه البحري.
وردت في معجم البلدان لياقوت الحموي:
| ” | وأبوانُ أيضاً مدينة كانت قرب دمياط من أرض مصر أيضاً كان أهلها نصارى ويعمل فيها الشراب الفائق فينسب إليها فيقال له بوني على غير لفظه ويضاف إليها عملٌ فيقال لجميعه الأبوانية | “ |

وفي المشترك وضعا والمفترق صقعا، يدرجها ياقوت ضمن كور الدقهلية:
| ” | باب أَبْوَانَ ثلاثة مواضع والثلاثة من نواحي مٍصْرَ أبوانُ عَطِيَّة بالأُشْمُونَيْنِ بالصعيد، الثاني أبوانُ من كورة البَهْنَسِيِّ بالصعيد، الثالث أبوان قُرْب دِمْيَاطَ من كورة الدَّقْهَلِيَّةِ ويقال لها الأَبْوَانِيَّةُ ويجعلونها كورةً واليها يٌنْسَبُ الشَّرْبُ البُونِيُّ على غَيْرِ قِيَاسٍ. | “ |

ووردت في تحفة الإرشاد من عمل الأبوانية وفي الانتصار:
| ” | الأعمال الأبوانية ومدينة دمياط وأعمالها وتنيس وبحيرتها أبوان وتونه سلوهه سمناوه بهرمس برمايه بشفا وبوره ومناها وشطا ودبقو وقيل دبيق عبرتهم قديما خمسة آلاف دينار وهم الآن خراب داثر داخل البحيرة | “ |

كما ذكرها الزبيدي في تاج العروس تحت مادة بون، كما ذكرها أبو الفداء في تقويم البلدان نقلاً عن ياقوت الحموي.
وقد خربت أبوان منذ القرن الثامن الهجري حيث طغت عليها مياه بحيرة المنزلة، ويرى محمد رمزي، أن مكانها الحالي هو تل النجارين الواقع على شاطئ بحيرة المنزلة بأراضي ناحية العطوي بمركز فارسكور، وفي الجهة الشرقية من مدينة فارسكور على بعد سبعة كيلومترات.